# 安妮塔·貝克
安妮塔·貝克（英語：Anita Baker，1958年1月26日—），出生於俄亥俄州托雷多，美國知名節奏藍調、爵士及靈魂樂女歌手。自1983年以個人歌手身份出道起，以渾厚圓潤的嗓音及優雅洗鍊的浪漫風格樹立起個人招牌。至今共獲得8座葛萊美獎肯定，歷年發行專輯亦曾創下4張白金唱片、2張金唱片的銷售佳績。

## 音樂事業

### 團體Chapter 8（1979）
在密西根州底特律成長的安妮塔，自小便聆聽莎拉·沃恩、艾拉·費茲潔拉與南茜·威爾森（Nancy Wilson）等知名爵士歌手的音樂。安妮塔在12歲時開始在教堂唱詩班演唱，並在16歲時開始與數個當地樂團共同表演。
1975年，安妮塔順利通過試唱，成為底特律當時知名靈魂樂團Chapter 8的一員；該團與美國Ariola唱片簽約，於1979年秋季發行首張同名專輯《Chapter 8》。該專輯並未獲得廣大迴響，三支主打單曲亦反應平平，只有〈Ready For You Love〉獲得小幅度成功，打進節奏藍調單曲榜第38名。
在團體結束專輯的巡迴演唱後不久，Ariola唱片遭Arista唱片併購，由於對安妮塔的歌聲不感興趣，Chapter 8隨即遭到Arista唱片解約。歌唱生涯發展受挫，安妮塔決定離開音樂界，在底特律一家法律事務所擔任接待員。

### 女歌手（1983）
1982年，曾與Chapter 8共事、原在Ariola唱片擔任音樂監製的Otis Smith建立個人廠牌Beverly Glen，他與安妮塔聯繫，並遊說她簽下個人歌手合約。由於滿足於穩定的工作收入、加上過去在Arista唱片的不愉快經驗，安妮塔起初婉拒了這項提議，然而最終仍接受邀請，飛往洛杉磯進行專輯的錄製工作。
由Patrick Moten與Otis Smith擔任製作人，安妮塔的首張個人專輯《女歌手》（The Songstress）在1983年5月31日由Beverly Glen唱片發行。受限於獨立廠牌的有限資源，專輯銷售並未獲得商業成功，不過單曲〈Angel〉則成為熱門節奏藍調單曲，攀上節奏藍調單曲榜第5名；這次成功讓安妮塔建立了穩固的基本歌迷群。

### 神魂顛倒（1986）
1985年，安妮塔與華納音樂旗下的主流廠牌厄勒克特拉唱片唱片簽約。安妮塔親自擔任專輯監製，找來Chapter 8的鍵盤手擔任製作人，並參與數首歌曲的創作。
安妮塔的第二張專輯《神魂顛倒》（Rapture）在1986年5月14日發行，參與共同創作的首支單曲〈Sweet Love〉成為她首支主流熱門單曲，除了成功攀上告示牌Hot 100榜第8名、節奏藍調單曲榜第2名、成人抒情榜第3名，亦成為英國單曲金榜前20名熱門單曲。後續的數支單曲〈Caught Up In the Rapture〉、〈Same Ole Love〉、〈No One In The World〉亦在1986～1987年間成為節奏藍調榜及成人抒情榜的前10名熱門單曲。
連續數支單曲獲得的廣大迴響，讓《神魂顛倒》專輯順利稱霸節奏藍調專輯榜，在公告牌二百强专辑榜榜上亦攀至第11名，成為安妮塔歌唱生涯的突破作品；《神魂顛倒》全球銷售量接近800萬張，美國地區則獲得RIAA5白金（即500萬張）銷售認證，至今仍為安妮塔最暢銷的作品，並被滾石雜誌獲選為「80年代百大傑作專輯」第36名。 專輯為安妮塔一舉在1987年第29屆葛萊美獎中奪得「最佳節奏藍調歌曲」（〈Sweet Love〉）及「最佳節奏藍調女歌手」（專輯《Rapture》）兩項大獎。
1987年，安妮塔參與同鄉福音團體The Winans《Decisions》專輯中單曲〈Ain't No Need to Worry〉的客座演唱，再度獲得1988年第30屆「最佳靈魂樂組合演唱」獎項肯定。

### 把最好的獻給你（1988）
安妮塔的第三張專輯《把最好的獻給你》（Giving You The Best That I Got）於1988年10月4日推出，專輯再度與好友Michael J. Powell合力製作，且再度獲得叫好又叫座的成功：專輯順利在公告牌二百强专辑榜及節奏藍調專輯榜上奪冠，全球銷售量亦創下500萬張佳績（包括美國地區的300萬張）。
專輯標題曲〈Giving You The Best That I Got〉被選為首支單曲，成為安妮塔歌唱生涯中最熱門的流行單曲，獲得告示牌Hot 100榜第3名，同時在節奏藍調單曲榜及成人抒情榜上摘冠。第二支單曲「Just Because」也成功打進Hot 100榜第14名、成人抒情榜第4名，並成為安妮塔第二支節奏藍調冠軍曲。
專輯與單曲的叫好又叫座，讓安妮塔在1989年第31屆葛萊美獎中以單曲〈Giving You The Best That I Got〉獲得包含「年度錄音」、「年度歌曲」等4項大獎提名，最終獲得「最佳節奏藍調女歌手」及「最佳節奏藍調歌曲」2個獎項；在隔年的第32屆葛萊美獎中，再以專輯抱回個人第三座「最佳節奏藍調女歌手」。

### 作品輯（1990）
在一連串的巡迴演出後，安妮塔在1990年回到錄音室，與Michael J. Powell進行個人第四張專輯《作品輯》（Compositions）的錄製工作，並於同年6月3日發行。在這張專輯中，安妮塔投入更多時間參與歌曲創作及音樂製作過程，明顯展現出試圖融合更多爵士風格的企圖。專輯中的9首歌曲，安妮塔參與了7首歌的創作，且多以「現場錄製」的方式與樂手同步錄音。
相對於前兩張專輯，《作品輯》的三支主打單曲〈Talk To Me〉、〈Soul Inspiration〉及〈Fairy Tales〉並未獲得相同的市場成功，皆未能打入Hot 100榜前40名，但仍順利成為前20大節奏藍調熱門單曲，並在成人抒情榜獲得中等佳績。不過，《作品輯》仍順利攀上公告牌二百强专辑榜專輯榜第5名、節奏藍調專輯榜第3名、當代爵士專輯榜第4名，美國銷售量獲得RIAA白金唱片認證，並在五年內四度榮獲葛萊美獎「最佳節奏藍調女歌手」肯定。
1991年，Elektra唱片收購了安妮塔首張專輯《女歌手》的母帶版權，在更換封面後重新發行。

### 愛的節奏（1994）
在連續5年持續不斷的巡迴演出與錄製專輯後，安妮塔決定暫時放緩腳步、回歸家庭生活，並於1993年及1994年連續產下2子；期間僅參與了法蘭克・辛納屈（Frank Sinatra）1993年推出的《Duets》專輯中〈Witchcraft〉一曲的演唱。
安妮塔的第五張專輯《愛的節奏》（Rhythm Of Love）最終於1994年9月13日發行。專輯首度未與長期搭檔Michael J. Powell合作，改由Tommy Lipuma、Barry J. Eastmond、Arif Mardin、George Duke等多名知名製作人參與製作，12首歌曲中安妮塔參與了其中5首的創作。雖然久未曝光，專輯仍獲得商業成功，打入公告牌二百强专辑榜專輯榜第3名、奪下節奏藍調專輯榜冠軍，並獲得美國RIAA雙白金唱片的銷售認證。
專輯首支單曲〈Body And Soul〉成為個人第五支告示牌Hot 100榜前40名熱門單曲，連同第二支單曲〈I Apologize〉雙雙打入節奏藍調單曲榜前20名，並以〈I Apologize〉獲得個人第5座葛萊美獎「最佳節奏藍調女歌手」肯定，僅次於艾瑞莎・富蘭克林（Aretha Franklin）的11座紀錄。安妮塔並於1994年12月14日至1995年11月14日間舉辦「Rhythm Of Love World Tour」巡迴演出，以進行專輯宣傳，並與詹姆士・殷格朗（James Ingram）為電影「忘情巴黎」（Forget Paris）演唱插曲〈When You Love Someone〉，由知名製作人大衛・佛斯特製作。

### 長期沈寂；浪漫精選（2002）
由於不滿Elektra唱片對《愛的節奏》專輯的宣傳活動支援，安妮塔對Elektra唱片提起訴訟，要求轉移到華納音樂旗下的其他廠牌；1996年9月，她與華納音樂旗下的Atlantic唱片簽下發行5張專輯的新合約。然而，由於接連遭逢親人病故打擊，且決定投注更多心力在家庭生活，安妮塔進入長期的活動沈寂狀態。
2000年8月，安妮塔開始錄製新專輯。然而，由於租用的24軌錄音設備發生問題，錄製好的多首歌曲母帶充斥大量雜音且無法修復，造成超過50萬美元的錄音損失；她於2001年5月向聯邦法院提起訴訟，控告Zomba Recording公司及旗下Dreamhire分公司，求償20萬美元。 2001年11月，由於Atlantic唱片進行組織重整，安妮塔在仍未發行任何新作的狀況下遭到解約。
2002年6月，華納旗下的Rhino廠牌發行了安妮塔的首張精選《The Best Of Anita Baker》（在英國等其他國際地區則以《浪漫精選》（Sweet Love: The Very Best Of Anita Baker）名義發行，收錄曲目不同），集結安妮塔1983年至2002年間的所有經典歌曲；精選在美國獲得RIAA金唱片（50萬張）銷售認證。

### 傾心（2004）、綺麗聖誕（2005）
2004年3月，EMI旗下的知名爵士廠牌Blue Note宣布與安妮塔簽訂獨家合約，將至少為安妮塔發行2張專輯。同一時間，華納Rhino廠牌則發行了
《浪漫夜現場》（A Night Of Rapture: Live）現場專輯，收錄80年代安妮塔在《神魂顛倒》巡迴期間的現場演唱錄音。
2004年9月7日，安妮塔終於發行個人第六張專輯《傾心》。安妮塔參與了專輯中8首歌曲的創作，多數歌曲採用「現場錄製」同步錄音，由Barry J. Eastmond擔任製作，知名製作人Babyface亦跨刀製作並客串演唱〈Like You Used To Do〉一曲。雖然距離前一張專輯已有10年之久，專輯發行首週仍開出13.2萬張佳績，空降公告牌二百强專輯榜第4名及節奏藍調專輯榜冠軍，至2005年5月共賣出56.8萬張，獲得RIAA金唱片銷售認證。
2005年10月4日，安妮塔發行首張聖誕專輯《綺麗聖誕》。再度與Barry J. Eastmond合作，專輯收錄6首經典聖誕歌曲及3首新歌，並以〈Christmas Time Is Here〉一曲獲得葛萊美獎「最佳傳統節奏藍調演唱」提名。

### 客座參與及現場演出
2007年，安妮塔參與知名薩克斯風樂手戴夫・考茲（Dave Koz）的《奧斯卡浪漫戀曲》（At The Movies）專輯，客座演唱選自百老匯音樂劇「西城故事」歌曲〈Somewhere〉。
安妮塔於2008年舉辦「An Evening with Anita Baker」巡迴演唱，並計畫推出現場實況DVD。然而，至2012年為止，仍未見到相關發行計畫。
2010年6月10日，安妮塔在美國職籃NBA於TD花園舉行的總決賽第4節前演唱美國國歌「星條旗」（Star-Spangled Banner）。然而在演唱完畢後，安妮塔的演唱在Twitter遭受許多批評。
安妮塔原訂參與2011年12月18日舉行的「VH1 Divas Celebrates Soul」，以演唱〈Sweet Love〉對底特律節奏藍調音樂致敬，然而卻在最後時刻臨時退出。傳言直指是安妮塔和參與演出的吉兒・史考特（Jill Scott）不合，但安妮塔隨後指出，是由於節目製作人拒絕讓她和其他共同演出者排練表演的歌曲。推測可能為最終演唱〈Sweet Love〉的瑪莎・安柏西絲（Marsha Ambrosius）與萊德希（Ledisi）。

### Only Forever（未定）
2012年8月6日，安妮塔宣布她暌違已久的新專輯《Only Forever》將由Blue Note唱片於2012年底發行。此專輯原本定名為《21st Century Love》、並排定於2010年發行。首支單曲〈Lately〉為翻唱節奏藍調男歌手兼演員泰利斯（Tyrese）1999年首張專輯的第二支單曲，由製作組合The Underdogs製作。
《Only Forever》原定10月23日發行，隨後被延遲到12月4日發行。然而，此專輯迄今並未發行。

## 發行作品
- 1983年：女歌手（The Songstress）
- 1986年：神魂顛倒（Rapture）
- 1988年：把最好的獻給你（Giving You The Best That I Got）
- 1990年：作品輯
- 1994年：愛的節奏（Rhythm Of Love）
- 2002年：浪漫精選
- 2004年：浪漫夜現場（A Night Of Rapture: Live）
- 2004年：傾心（My Everything）
- 2005年：綺麗聖誕（Christmas Fantasy）
- （未定）：Only Forever

## 巡迴演出
- A Night of Rapture Tour (1986～1987)
- Giving You The Best Tour (1988)
- Compositions World Tour (1990)
- The Rhythm of Love Tour (1994～1995)
- An Evening with Anita Baker Tour (2008)

## 外部連結
- Official Website
- 安妮塔·貝克在Allmusic上的頁面
- 安妮塔·貝克在互联网电影资料库（IMDb）上的資料（英文）
- SoulTracks Biography （页面存档备份，存于）
- Official Myspace Page （页面存档备份，存于）